# Замок Сталкер
Замок Сталкер (англ. Stalker Castle, шотл. гел. Caisteal an Stalcaire) — середньовічний замок розташований на припливному острові в затоці Лох-Лінні, область Аргілл-і-Б'ют. В перекладі з шотландської гельської мови, назва замку перекладається як «Соколиний мисливець».

## Поява у фільмах
В замку та біля нього проводилась частина зйомок фільму Монті Пайтон і Священний Грааль (1975).
Також з'являється в деяких епізодах фільму Горець: кінець гри (2000).